# كرايغ براغ
كرايغ براغ (بالإنجليزية: Craig Bragg)‏ هو لاعب كرة قدم أمريكية أمريكي، ولد في 15 مارس 1982 في سان خوسيه في الولايات المتحدة.